# 河合ひなた
河合 ひなた（かわい ひなた、1986年9月30日 - ） は日本の元AV女優。
神奈川県出身。血液型:O型。身長:158cm。スリーサイズ:B83(C)・W58・H83。

## 略歴
2005年11月にAVデビュー。
2006年に引退。

## 出演作品

### アダルトビデオ
- 先輩のチンポは私だけのもの♥ ひなたは美術部なんですよ!だから射精はまかせて下さい!　（2005年11月13日、MOODYZ）　※デビュー作
- いきなり痴女クライマックス　（2005年12月13日、MOODYZ）…共演:大星あこ、遠藤美冬
- コスプレカレンダー '06　（2006年2月20日、イマージュ）
- お嬢さま発情期　（2006年3月13日、MOODYZ）
- オナニーサポーター　（2006年3月20日、イマージュ）
- 安藤○姫とSEXしちゃった!?　（2006年4月13日、MOODYZ）　※「安藤○姫」名義
- Tokyo援交　（2006年5月1日、MOODYZ）